# Трансінвест
Трансінвест — литовський футбольний клуб з села Галине, Вільнюського району. Чинний володар Кубку Литви. Після перемоги в Першій Лізі вийшов до Ліги А.

## Історія
Клуб було засновано у 2022 році під назвою Futbolo klubas Transinvest (або TransINVEST). У сезоні 2024 клуб виступатиме в Лізі А чемпіонату Литви з футболу.

## Досягнення
- Кубок Литви
  - Переможець: 2023[1][2]
- Перша Ліга
  - Переможець: 2023[3]
- Друга Ліга
  - Переможець: 2022

## Сезони (2022—...)
| Сезон | Рівень | Ліга       | Місце | Примітки |
| ----- | ------ | ---------- | ----- | -------- |
| 2022  | 3.     | Друга ліга | 1.    |          |
|       |        |            |       |          |
| 2023  | 2.     | Перша ліга | 1.    | [ 4 ]    |
| 2024  | 1.     | А-ліга     | 10.   | [ 5 ]    |